# Епіталама
Епіталама — у давньогрецькій ліриці — пісня на честь молодого подружжя, яку виконували після шлюбних урочистостей. У пізніші часи — будь-який твір панегіричного характеру, написаний з нагоди одруження.

## Короткий опис
Епіталама зустрічається в давньогрецьких поетів Сапфо, Теокріта, Анакреонта, Піндара, Стесіхора, Теокріта; у римських авторів — Овідія й Катулла. Особливо відомою є 18-а ідилія Теокріта, яка славить шлюб Менелая та Єлени
Пізніше до жанру епіталами зверталися П'єр де Ронсар, Франсуа Малерб, Поль Скаррон, Едмунд Спенсер, Персі Біші Шеллі, Альфред Теннісон, Ян Кохановський та ін.
В українській латинськомовній поезії авторами епіталам були Михайло Злоторович, ректор Замойської академії Андрій Абрек та ін.. 
В українській поезії до епіталами можна віднести вірш Максима Рильського:
Нашу шлюбну постелю вквітчали троянди пахучі,
Образ Кіпріди її благословляє з кутка.
Ми принесемо богині смокви медово-солодкі,
Темний, міцний виноград і молодих голуб'ят.
Сонце сховається в морі, троянди запахнуть п'янкіше.
Руки шукатимуть рук, уст пожадливі уста…
Дай же нам сили, богине, в коханні вродливими бути: і в заворожену ніч мудрого сина зачать.

## Історія
Спочатку у греків це була пісня на славу нареченого і нареченої, яку співали кілька хлопців і дівчат біля дверей шлюбної кімнати. За словами схоліаста Феокріта, одна форма використовувалася вночі, а інша - щоб розбудити нареченого і наречену наступного ранку. У будь-якому випадку, як і було природно, основною суттю пісні були заклики про благословення та передбачення щастя, час від часу переривані стародавнім хором Hymen o Hymenaee. У римлян подібний звичай був у моді, але пісню співали лише дівчата після того, як гості розійшлися, і вона містила багато з того, що сучасні погляди визначили б як непристойне.

## Музика
Йоганн Ваннінг із Данцига — автор першої відомої музичної епіталами, двочасткового твору для шести голосів, створеного, ймовірно, у 1580-х роках.
У «Лоенгріні» Ріхарда Вагнера «Весільний хор» (Treulich Geführt) акту 3 також називається «Epithalamium» у кількох програмних записах: концерт у Лондоні, 26 березня 1855 року; концерт у Парижі, 25 січня 1860 р.; Концерт у Брюсселі, 24 березня 1860 р.
«Епіталама Вінндекса» — популярна арія з опери «Нерон» Антона Рубінштейна (написана в 1875–76, прем’єра відбулася 1879 року).
Англійський композитор Ральф Воан Вільямс (1872–1958) створив хоровий твір під назвою «Епіталаміон», що складається з 11 частин: «Пролог», «Прокинься зараз», «Покликання нареченої», «Менестрелі», «Процесія нареченої», «Ворота храму», «Дзвонарі», «Пісня коханця», «Пісня Менестреля», «Пісня крилатого кохання» та «Молитва до Юнони». Призначений для баритону, хору, флейти, фортепіано та струнних, твір заснований на однойменній поемі Спенсера. Як він часто робив, Воан Вільямс включив у ці пісні колорит англійських народних пісень.
Французький органіст-композитор 20-го століття (і наступник на посаді Шарля Турнеміра і Сезара Франка) Жан Лангле (1907–1991) включив його як назву до своєї збірки «Десять п’єс для органу» (№ 9). Пізній оркестровий твір каталонського композитора Роберто Герхарда (1896–1970) має назву Epithalamion .
Французький композитор Жан-Ів Даніель-Лесюр склав сюїту хорових мотетів під назвою Le Cantique des Cantiques, останньою з яких є Épithalame. Вона здобула довготривалу популярність після телевізійної прем’єри вокального ансамблю Марселя Куро. Сюїта була записана The Sixteen та іншими.  Комісія Андре Жоліве 1953 року має аналогічну назву. 
Норвезький композитор Фартейн Вален написав оркестрову п'єсу під назвою Epithalamion Op. 19 1933 року, святкуючи весілля свого племінника.
Американець Джон Харбісон у 1996 році написав твір з чотирьох ритмів «Олімпійські танці», другий з яких має назву «Епіталаміон», за замовленням Національної асоціації керівників коледжів. Євген Мільяро Корпорон і North Texas Wind Symphony записали роботу над альбомом Wind Dances, випущеним у 2000 році на лейблі Klavier (K-11084). 
У 2006 році британський композитор Джон Маккейб отримав замовлення Джона Селла написати фортепіанну п'єсу до 70-річчя його дружини Джейн Вейд. Світова прем’єра «Епіталамію» відбулася у 2007 році Малкольмом Біннсом у Вігмор-холлі в Лондоні.

## Живопис
Епіталама також була жанром живопису, популярним в Італії в епоху Відродження. Оголені тіла були піднесені як весільні подарунки, які були призначені бажати молодятам щастя й родючості. Венера й Купідон були поширеною темою. Епіталамічна картина Лоренцо Лотто зображує Купідона у вигляді пуер мінгенса, що мочиться на Венеру, що символізувало родючість у творах епохи Відродження. 
Хоча в античності епіталама існувала лише в поетичній формі, в епоху Відродження вважалося, що дарування еротичних картин було давньоримською традицією.